# 達爾文主義

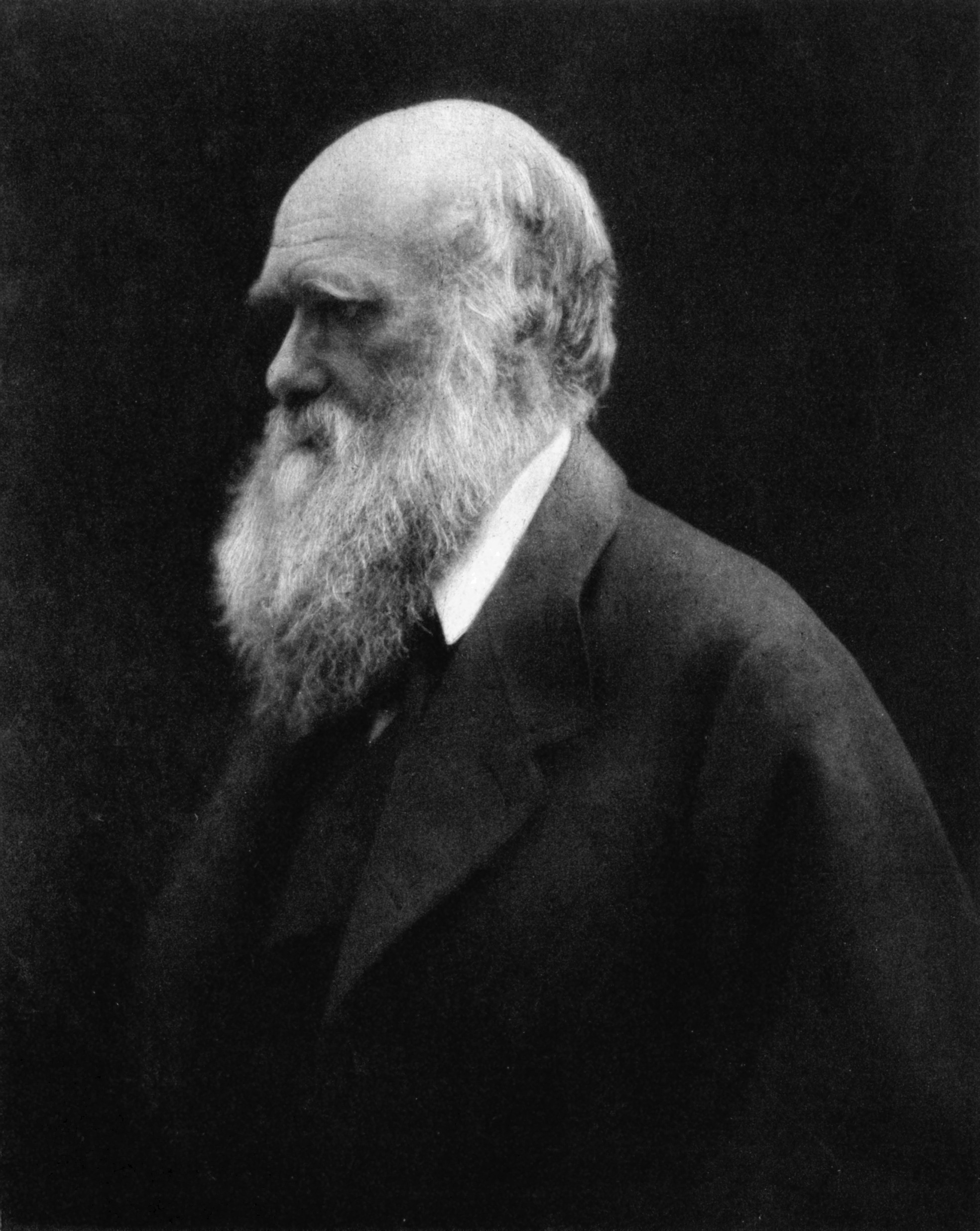
查尔斯·达尔文（1868年）

达尔文主义（英語：Darwinism）是由英國博物學家查尔斯·达尔文等人提出的生物演化理論，認為所有物種都是透過微小的遺傳變異天擇而發展，提高個體的競爭、生存和繁殖能力。随着时间的推移，“达尔文主义”的含义已经发生了变化，这取决于谁在使用这个词语。在美国，“达尔文主义”经常被创造论者作为贬义词使用。但在英国，这个词并无贬义，它用来指代演化论。
这个词语是由托马斯·亨利·赫胥黎在1860年创造出来的，那时候被用来描述演化概念，包括早期的概念，诸如马尔萨斯主义和斯宾塞主义。到了19世纪晚期，它开始代表“自然选择是唯一的演化机制”这个概念。与拉马克主义相比，在1900年左右，直到达尔文和孟德爾的思想统一成现代演化综论以前，它一直被孟德尔定律所掩盖。随着现代演化综论的发展，这个词语有时候会与特定的思想联系起来。
后来，只有科学作家还在使用这个词，于是它越来越多的被认为不适合用来描述现代演化综论。例如，因为达尔文并不熟悉孟德爾的理论，对遗传仅仅有含糊和不准确的认识，且提出了泛生论这种错误的遗传理论。他对遗传漂变更是一无所知。

## 概念

1870年，随着“达尔文主义”被广泛接受，出现了有着猿猴身体的查尔斯·达尔文的漫画

“达尔文主义”这个词语在十九世纪晚期用来代表伊拉斯谟斯·达尔文的工作。1860年4月，当查尔斯·达尔文1859年的《物种起源》被托马斯·亨利·赫胥黎在Westminster Review中提到后，这个词语的意义才变成今天这样。赫胥黎把这本书称为“a veritable Whitworth gun in the armoury of liberalism”（“自由的军械库中一把真正的惠特沃斯枪”），将科学自然主义提升至超过宗教信仰的高度, 并在赞扬达尔文思想有用之处的同时，表达了对达尔文渐进论专业角度的保留看法，还对能否证实自然选择可形成新物种表示怀疑。 赫胥黎把达尔文的成就与尼古拉·哥白尼解释行星运动相提并论：
What if the orbit of Darwinism should be a little too circular? What if species should offer residual phænomena, here and there, not explicable by natural selection? Twenty years hence naturalists may be in a position to say whether this is, or is not, the case; but in either event they will owe the author of "The Origin of Species" an immense debt of gratitude...... And viewed as a whole, we do not believe that, since the publication of Von Baer's "Researches on Development," thirty years ago, any work has appeared calculated to exert so large an influence, not only on the future of Biology, but in extending the domination of Science over regions of thought into which she has, as yet, hardly penetrated. 
同時代的另一個演化理論家是克魯泡特金，在他的互助論：演化的一種因素（Mutual Aid: A Factor of Evolution）一書裡，他支持和赫胥黎主張相反的達爾文主義。他的理論以他所見人類與動物以合作為生存機制的普遍為中心。他以生物和社會性的論點來顯出助長演化的主因是在自由聯合的社會和團體裡自由合作的個體。這是為了反駁演化的核心是激烈競爭的論點，競爭理論為當時流行的政治、經濟和社會理論提供了合理性；而盛行的對於達爾文主義的詮釋，例如克魯泡特金視為對手的赫胥黎的詮釋，克魯泡特金的達爾文主義概念可以以以下的引言總結：
In the animal world we have seen that the vast majority of species live in societies, and that they find in association the best arms for the struggle for life: understood, of course, in its wide Darwinian sense– not as a struggle for the sheer means of existence, but as a struggle against all natural conditions unfavourable to the species. The animal species, in which individual struggle has been reduced to its narrowest limits, and the practice of mutual aid has attained the greatest development, are invariably the most numerous, the most prosperous, and the most open to further progress. The mutual protection which is obtained in this case, the possibility of attaining old age and of accumulating experience, the higher intellectual development, and the further growth of sociable habits, secure the maintenance of the species, its extension, and its further progressive evolution. The unsociable species, on the contrary, are doomed to decay.
 — Peter Kropotkin， Mutual Aid: A Factor of Evolution (1902), Conclusion.

## 19世纪的使用
“达尔文主义”很快变成了代表生物学、社会学两个方面演化和变革的整个范畴的名词。一个较为突出使用的概括就是“适者生存”，这句话后来被视作达尔文主义的象征。这个概括是由哲学家赫伯特·斯宾塞提出的，虽然赫伯特·斯宾塞对于演化的理解更接近于早于达尔文理论发表的让-巴普蒂斯特·拉马克理论。现在的“社会达尔文主义”通常与达尔文主义类似——达尔文“斗争”原则在社会中的应用，通常在反慈善家政治目的的支持下。另一种解释（也是达尔文的半表弟弗朗西斯·高尔顿的主张）是，因为自然选择在“文明化的”人身上不再起作用了，“劣等”种族的人（他们本来应被自然选择过滤掉的）可能会打败“优等”种族的人，所以自愿纠正的措施——优生学就是可取的。
达尔文时期，“达尔文主义”并没有严格的定义，它被达尔文生物理论的反对者和支持者同时使用，来表示他们认为更宽的范围内的含义。这个思想有着国际的影响，恩斯特·海克尔在德国发展出了“Darwinismus”，就像斯宾塞·海克尔的“达尔文主义”一样，与查尔斯·达尔文的理论只是粗略的相似，并没有集中在自然选择上。
在对达尔文思想的回应迅速传播的同时，在1886年，阿弗雷德·罗素·华莱士在美国做巡回演讲，从纽约开始，经过波士顿、华盛顿、堪萨斯州、爱荷华州和内布拉斯加州，到达加利福尼亚州，演说他对达尔文主义毫无问题的阐述。

## 其他使用
“达尔文主义”这个词语在美国经常被创造论者，尤其是智慧设计运动（intelligent design movement）的领导者使用，用作一个攻击演化论的词语。好像它是一种形而上学自然主义，或者无神论的意识形态。例如，菲利普·E·约翰逊（Phillip E. Johnson）引用查尔斯·贺智的书《什么是达尔文主义？》来控告无神论。然而，不像约翰逊一样，贺智先回答了这本书标题上的问题：“It is Atheism.”（“是无神论。”），然后把像亚萨·格雷这样将基督教信仰和对达尔文自然选择理论的支持混为一谈的人排除在“达尔文主义”之外。创造论者经常贬义地用“达尔文主义”这个词语暗示：这个理论仅仅被达尔文和他的追随者（被认为十分固执地相信自己的信仰）的核心部分认为是正确的。他们将演化论看作一个教条或信仰，就像马克思主义这样的伪宗教意识形态，并引发是否在公立学校使用相同的时间教授创造论的政治讨论。
然而，“达尔文主义”也在科学界内中性地应用，用以将现代演化综论与达尔文一开始发表的理论区别开来。历史学家也用这种方法将其与和达尔文时期的其他理论区别开。例如，“达尔文主义”相比于更现代的理论（如遗传漂变和基因流动），可能用于指代达尔文提出的自然选择机制；相比于演化思想的历史中其他思想（更早的理论如拉马克主义和更晚的理论如现代演化综论）的影响，可能专指达尔文的影响。
在英国，这个词语仍然保留着它积极的含义——自然选择。例如理查德·道金斯在他的文集《A Devil's Chaplain》（2003年）中就写道，作为一个科学家，他是一个达尔文主义者。

## 脚注
1. ↑  John Wilkins. . TalkOrigins Archive. 1998  [2008-06-19]. （原始内容存档于2020-02-03）.
2. ↑  . National Center for Science Education.   [2008-12-22]. （原始内容存档于2008-12-20）.
3. ↑  based on an European Southern Observatory release. . December 9, 2006  [2008-12-22].
4. 1 2  Joel Hanes. . TalkOrigins Archive.   [2008-06-19]. （原始内容存档于2020-02-03）.
5. ↑  Scott, Eugenie C.; Branch, Glenn. . Evolution: Education and Outreach (New York: Springer). 16 January 2009, 2 (1): 90  [17 November 2009]. ISSN 1936-6434. doi:10.1007/s12052-008-0111-2. [永久]
6. 1 2  Huxley, T.H. . Westminster Review: 541–70. April 1860  [2008-06-19]. （原始内容存档于2011-05-24）. What if the orbit of Darwinism should be a little too circular?
7. ↑  John Wilkins. . TalkOrigins Archive. 1998  [2008-06-27]. （原始内容存档于2020-02-03）.
8. ↑  Ruse, Michael. . Cambridge, MA: Harvard University Press. 2003: 293  [2008-07-18]. ISBN 0674016319.
9. ↑  Olivia Judson. . New York Times. July 15, 2008  [2010-07-19]. （原始内容存档于2017-11-05）.
10. ↑  Sclater, Andrew. . Journal of Biosciences (Bangalore, India: Springer India / Indian Academy of Sciences). June 2006, 31 (2): 191–193  [2009-01-03]. PMID 16809850. doi:10.1007/BF02703910.[永久]
11. ↑  Laurence Moran. . TalkOrigins Archive. 1993  [2008-06-27]. （原始内容存档于2019-10-26）.
12. ↑  Browne 2002，第376-379頁
13. ↑  .   [2008-06-29]. （原始内容存档于2008-06-17）.
14. ↑  Browne 2002，第105-106頁
15. ↑  Gopnik 2009，第152頁.
16. ↑  .   [2007-07-27]. （原始内容存档于2008-12-22）.
17. ↑  Scott, Eugenie C.  (PDF). Godfrey, Laurie R.; Petto, Andrew J.  (编). . New York: W. W. Norton. 2008: 72  [2010-07-19]. ISBN 0-393-33073-7. （原始内容 (PDF)存档于2010-06-03）.
18. ↑  Johnson, Phillip E. .   [2007-01-04]. （原始内容存档于2021-04-22）.
19. ↑  Matthew, Ropp. .   [2007-01-04]. （原始内容存档于2021-05-02）.
20. ↑  Hodge, Charles. .   [2007-01-04]. （原始内容存档于2019-12-23）.
21. ↑  Hodge, Charles. . Scribner, Armstrong, and Company. 1874. OCLC 11489956.
22. ↑  Sullivan, M. . Impact Press. 2005  [2008-09-18]. （原始内容存档于2019-06-03）.
23. ↑  Sheahen, Laura. Religion: For Dummies （页面存档备份，存于）. BeliefNet.com, interview about 2003 book.